# تثبیت معده
تثبیت معده یا گاستروپکسی (به انگلیسی: Gastropexy) نام عمل جراحی است که طی آن معده به دیواره شکم یا دیافراگم بخیه زده و ثابت می‌شود. این عمل جراحی معمولاً برای جلوگیری از عود پیچیدگی  (ولولوس) معده انجام می‌شود.

## انواع تثبیت معده
- گاستروپکسی بلت لوپ (belt-loop gastropexy):

تکنیکی که در آن معده توسط یک حلقه از عضله عرضی شکمی به دنده ثابت می‌شود.
- گاستروپکسی دور دنده‌ای (circumcostal gastropexy):

تثبیت معده به وسیله یک لایه از سروز معده و عضله شکم به دور دنده.
- گاستروپکسی با برش دائمی (permanent incisional gastropexy):

در این روش لب‌های برش لایه سیروماسلار آنترم معده به داخل صفاق و فاسیای داخلی عضله رکتوس (راست) شکمی یا عضله عرضی شکم بخیه زده می‌شود.
- گاستروپکسی لوله (tube gastropexy):

روشی که در آن یک کتتر فولی در داخل آنتروم معده و بین دیواره شکم در ناحیه پاراکوستال راست قرار می‌گیرد. این روش در دوره بعد از عمل انجام می‌شود.